# Plassac-Rouffiac
Plassac-Rouffiac är en kommun i departementet Charente i regionen Nouvelle-Aquitaine i västra Frankrike. Kommunen ligger  i kantonen Blanzac-Porcheresse som ligger i arrondissementet Angoulême. År 2022 hade Plassac-Rouffiac 379 invånare.

## Befolkningsutveckling
Antalet invånare i kommunen Plassac-Rouffiac
Referens:INSEE